# (32102) 2000 KB52
2000 KB52 (asteroide 32102) é um asteroide da cintura principal. Possui uma excentricidade de 0.16924450 e uma inclinação de 2.76678º.
Este asteroide foi descoberto no dia 23 de maio de 2000 por LONEOS em Anderson Mesa.